# Ericus Petri Hahl
Ericus Petri Hahl, född 1651, död 3 maj 1700 i Torpa församling, Östergötlands län, var en svensk präst.

## Biografi
Ericus Hahl föddes 1651. Han var son till kyrkoherden P. B. Hahl i Sunds församling. Hahl blev 1670 student vid Uppsala universitet och prästvigdes 4 februari 1684. Han blev 1684 krigspräst i östgöta infanteriregemente och 1697 kyrkoherde i Torpa församling. Han avled 1700 i Torpa församling.

## Familj
Hahl gifte sig 1697 med Margareta Reftelius (1666–1711). Hon var dotter till kontraktsprosten P. J. Reftelius i Norra Vi församling. Efter Hahls död gifte Reftelius om sig med komministern Jonas Normander i Stora Åby församling och komministern Johannes Johannis Wåhlblom i Ödeshögs församling.